# Emiliano González Campos
Emiliano González Campos (Ciudad de México, 25 de marzo de 1955-Ib., 15 de marzo de 2021) fue un escritor y poeta mexicano considerado uno de los escritores esenciales de literatura fantástica en México. Fue ganador del Premio Xavier Villaurrutia en 1978 por el cuento Los sueños de la Bella Durmiente, en ese entonces contaba con veintitrés años y se convirtió en el escritor más joven en obtener el premio.

## Biografía
Nació el 25 de marzo de 1955 en la Ciudad de México, hijo del matrimonio formado por Enrique González Pedrero, político, escritor e intelectual mexicano, y Julieta Campos, escritora y académica cubana, ganadora del Premio Xavier Villaurrutia en 1974. Estudió la licenciatura en Lengua y Literatura Hispánica en la Facultad de Filosofía y Letras de la Universidad Nacional Autónoma de México.
González compiló y editó la obra que conforma Miedo en castellano: 28 relatos de lo macabro y lo fantástico en 1973, cuando apenas contaba con dieciocho años. Recibió la beca del Centro Mexicano de Escritores (CEM) en 1975 y la beca del Instituto Nacional de Bellas Artes (INBA) y el Fondo Nacional para Actividades Sociales (Fonapas) en 1978. Mientras era becario del CEM llevó a cabo la creación de Los sueños de la Bella Durmiente, publicada por la editorial Joaquín Mortiz en 1978, que lo convirtió en ganador del Premio Xavier Villaurrutia.
Colaboró con textos y artículos en diferentes medios impresos nacionales como: «El Gallo Ilustrado» —suplemento de El Día—, El Heraldo de México, Fin de Semana y Punto de Partida. Es considerado uno de los escritores esenciales de literatura fantástica en México y aunque el género no goza de mucha popularidad en el país, para los conocedores González es un «autor de culto».
Falleció el 15 de marzo de 2021.

## Premios y reconocimientos
Emiliano González recibió el Premio Xavier Villaurrutia en 1978 por el cuento Los sueños de la Bella Durmiente, convirtiéndose en el escritor más joven en obtener el premio. Fue elegido para formar parte de la serie de conferencias Autores secretos organizada por el Instituto Nacional de Bellas Artes en 2014, donde su obra fue objeto de estudio.

## Obra
Entre sus obras se encuentran:

### Antología
- El hilo del minotauro: cuentistas mexicanos inclasificables (1999)
- Cuento mexicano moderno (2000)

### Cuento
- Miedo en castellano: 28 relatos de lo macabro y lo fantástico (1973) —compilador—
- Los sueños de la Bella Durmiente (1978)
- La habitación secreta (1988)
- El libro de lo insólito (1988) —compilador—
- Casa de horror y de magia (1989)
- Emiliano González (1992) —selección y notas de Vicente Francisco Torres para la serie El Cuento Contemporáneo —
- La ciudad de los bosques y la niebla: textos recuperados (2019) —selección y prólogo de Miguel Lupían—

### Ensayo
- Almas visionarias (1987)
- Historia mágica de la literatura (2007)
- Ensayos (2009)

### Novela
- Neon city blues. La muerte de Vicky M. Doodle (2001)

### Poesía
- La inocencia hereditaria (1986)
- Orquidáceas (1991)